# Nox Cycles

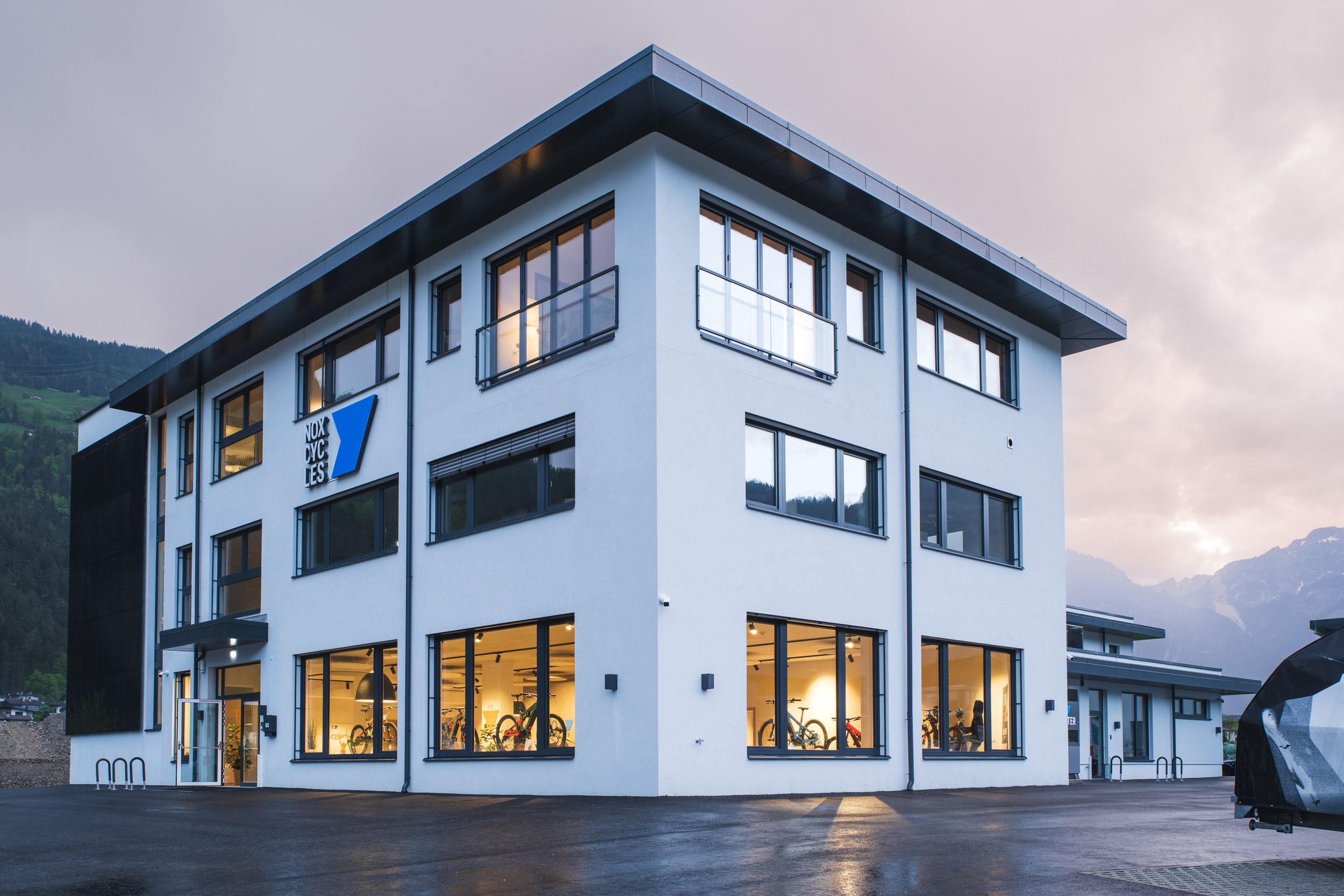
Hauptsitz in Schlitters (Zillertal)

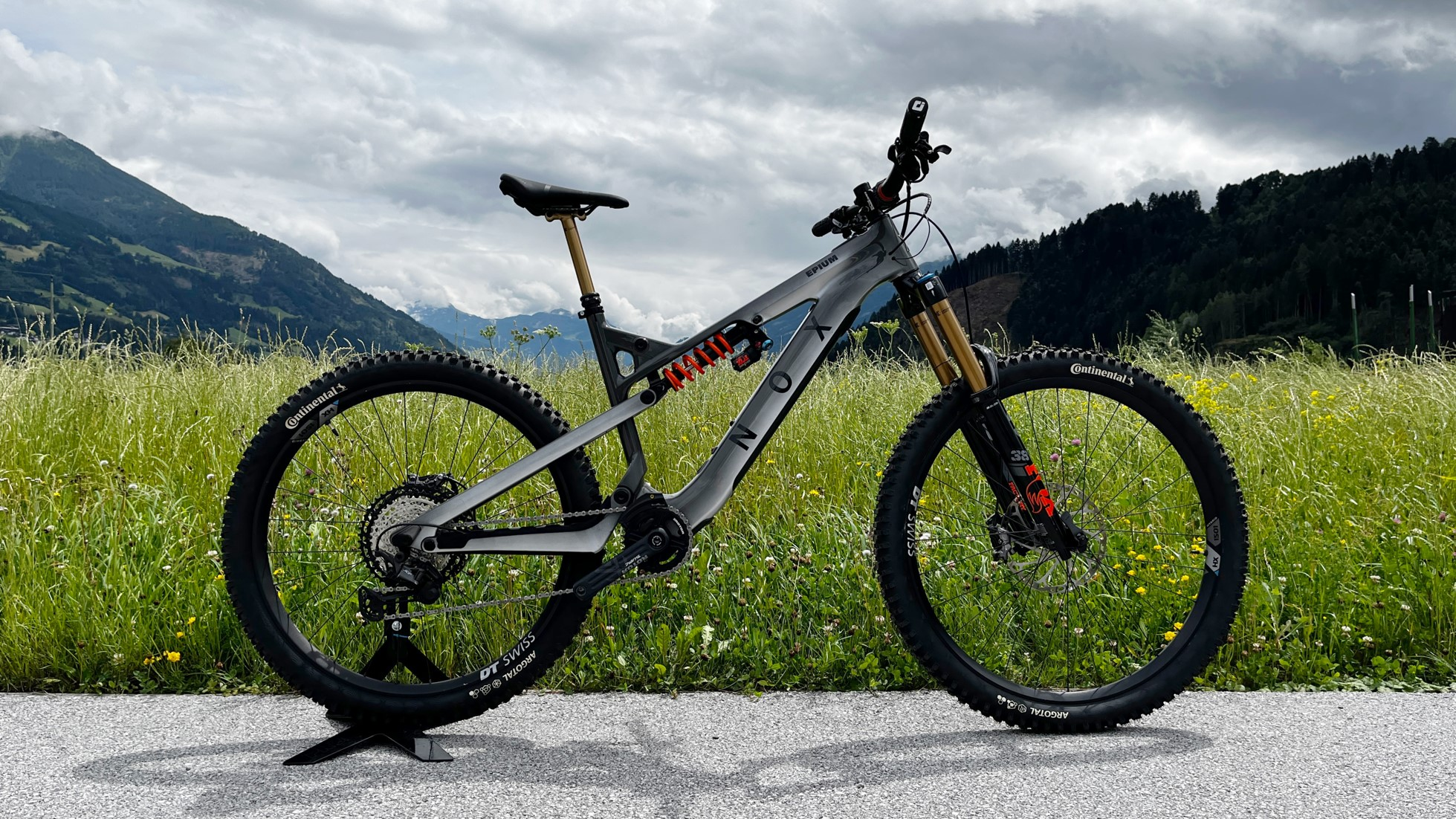
Nox Epium E-Mountainbike (2024)

Nox Cycles (Eigenschreibweise NOX Cycles) ist ein deutsch-österreichischer Fahrradhersteller. Die Marke wurde 2004 in Berlin gegründet, ab 2017 als selbstständiges Unternehmen mit Sitz im Zillertal geführt und 2023 vom Batteriesystemhersteller BMZ übernommen. Nox Cycles konzentriert sich auf die Entwicklung und Produktion hochwertiger E-Mountainbikes. Diese kamen unter anderem im Weltcup zum Einsatz.

## Geschichte

### Anfänge der Marke
2004 wurde die Marke Nox Cycles unter dem Dach des deutschen Fahrradherstellers Hawk Bikes ins Leben gerufen. Inhaber des Unternehmens war Lorenz Hoser, der mit Nox Cycles sein Angebot im Bereich der City- und Trekkingfahrräder auf Mountainbikes erweiterte. In den 2010er-Jahren entwickelte das Unternehmen zunehmend Mountainbikes mit Elektromotor. 2015 stellte Nox Cycles sein erstes Hybridmodell mit Brose-Motor vor. 2016 wurde die Produktion nicht motorisierter Fahrräder endgültig eingestellt.

### Eigenständigkeit
2017 übernahmen Gaby und Carsten Sommer die Marke, sodass Nox Cycles zu einem eigenständigen Unternehmen wurde. Während unter anderem der Vertrieb am Stammsitz in Berlin verblieb, wurde die Entwicklung im österreichischen Zillertal angesiedelt. Hintergrund waren Bestrebungen, die Produkte unter alpinen Bedingungen in den Bergen zu testen. Ab 2020 errichtete Nox Cycles in Schlitters eine neue Unternehmenszentrale und Produktionsstätte, die 2022 eröffnet wurde.
Ergänzend zu der Präsenz in Deutschland und Österreich trat das Unternehmen 2020 in den Schweizer Markt ein. Das Angebot wurde um eine weitere Modellreihe erweitert. Nachdem diese bereits vollständig konstruiert, entwickelt und getestet worden war, griff das Unternehmen zur Finanzierung von Materialeinkauf und Markteinführung auf Crowdfunding zurück. Die 2022 gestartete Kampagne erfuhr eine breite mediale Rezeption über die Fachpresse hinausgehend.

### Übernahme
Im September 2023 gab die BMZ Group bekannt, Nox Cycles Austria sowie die Schwestergesellschaften in Deutschland und Österreich zu übernehmen. Der deutsche Batteriesystemhersteller war bereits Lieferant von Batterien und Motoren für Nox Cycles. Außerdem hatten beide Unternehmen im Vertrieb zusammengearbeitet. Teil der Transaktion war die in Deutschland vertretene Marke Hawk Bikes. Nox Cycles wurde als eigenständiges Unternehmen weitergeführt.

## Unternehmensstruktur
Die deutsche Nox Cycles GmbH mit Sitz in Berlin, die österreichische Nox Cycles Austria GmbH mit Sitz in Schlitters und die Nox Cycles Switzerland GmbH mit Sitz in Staffelbach sind Schwestergesellschaften mit einem gemeinsamen Geschäftsbetrieb. Ihr Geschäftszweck umfasst im Wesentlichen die Entwicklung, die Produktion und den Handel von Zweirädern mit Elektroantrieb.
Die Geschäfte von Nox Cycles werden in einer Holding zusammengeführt, die sich vollständig im Besitz von BMZ befindet.

## Geschäftstätigkeit
In den ersten Jahren entwickelte Nox Cycles vorrangig Gravity- und Mountainbikes. In den vergangenen Jahren etablierte sich der Hersteller im harten Enduro- und Downhill-Bereich. Die sogenannten „Hybrid“-Linien von Nox Cycles zeichnen sich durch die Abstimmung bei Motor und Akku aus, die Bergauffahrten außergewöhnlich stark unterstützt. Dazu kommt eine hohe Reichweite.
In Zusammenarbeit mit unterschiedlichen Systemlieferanten entwickelt Nox Cycles regelmäßig Prototypen neuer E-Bike-Generationen. Beispielsweise konstruierte das Unternehmen als erster Hersteller ein Full-Suspension-Mountainbike mit dem Brose-Komplettsystem und eines der weltweit leichtesten E-Mountainbikes mit Fazua-Antriebssystem. Zudem verbaute Nox Cycles als erster Hersteller den RS-Motor, der gemeinsam von Sachs und BMZ entwickelt wurde.
Der Vertrieb von Nox Cycles konzentriert sich auf den Fachhandel. Zudem können Kunden Fahrräder online bestellen und an einen Partner ausliefern lassen. Neben den Kernmärkten in Deutschland, Österreich und der Schweiz dehnt das Unternehmen seine Präsenz auf weitere EU-Länder aus. Überdies ist Nox Cycles über Distributoren unter anderem in den Vereinigten Staaten vertreten.

## Wettbewerbe
Nox Cycles stattet internationale  Fahrer aus, die Produkte des Unternehmens auch in Weltcup-Wettbewerben einsetzen. Beispiele hierfür sind Marcus Klausmann und Timo Pritzel, ehemalige Markenbotschafter von Nox Cycles. Zudem ist Nox Cycles exklusiver Ausrüster und Partner des Verbands der österreichischen Berg- und Skiführer.